# Kanton La Roche-sur-Yon-1
Der Kanton La Roche-sur-Yon-1 ist seit 2015 ein französischer Wahlkreis für die Wahl des Départementrats im Arrondissement La Roche-sur-Yon, im Département Vendée und in der Region Pays de la Loire; sein Bureau centralisateur befindet sich in La Roche-sur-Yon.

## Gemeinden
Der Kanton besteht aus fünf Gemeinden und Gemeindeteilen mit insgesamt 42.762 Einwohnern (Stand: 1. Januar 2022) auf einer Gesamtfläche von 150,95 km²:
| Gemeinde                  | Einwohner 1. Januar 2022 | Fläche km² | Dichte Einw./km² | Code INSEE | Postleitzahl |
| ------------------------- | ------------------------ | ---------- | ---------------- | ---------- | ------------ |
| Dompierre-sur-Yon         | 4.535                    | 33,60      | 135              | 85081      | 85170        |
| La Roche-sur-Yon          | 25.990                   | 35,17      | 739              | 85191      | 85000        |
| Landeronde                | 2.285                    | 17,96      | 127              | 85118      | 85150        |
| Mouilleron-le-Captif      | 5.209                    | 19,73      | 264              | 85155      | 85000        |
| Venansault                | 4.743                    | 44,49      | 107              | 85300      | 85190        |
| Kanton La Roche-sur-Yon-1 | 42.762                   | 150,95     | 283              | 8512       | –            |

1. ↑   Nur der nordwestliche Teil der Gemeinde, der Rest gehört zum Kanton La Roche-sur-Yon-2.